# Physea
Physea is een geslacht van kevers uit de familie van de loopkevers (Carabidae). De wetenschappelijke naam van het geslacht is voor het eerst geldig gepubliceerd in 1834 door Brulle.

## Soorten
Het geslacht Physea omvat de volgende soorten:
- Physea breyeri Ogueta, 1963
- Physea hirta LeConte, 1853
- Physea latipes Schaum, 1864
- Physea setosa Chaudoir, 1868
- Physea testudinea (Klug, 1834)
- Physea tomentosa Chaudoir, 1854